# MVP du championnat du monde de basket-ball

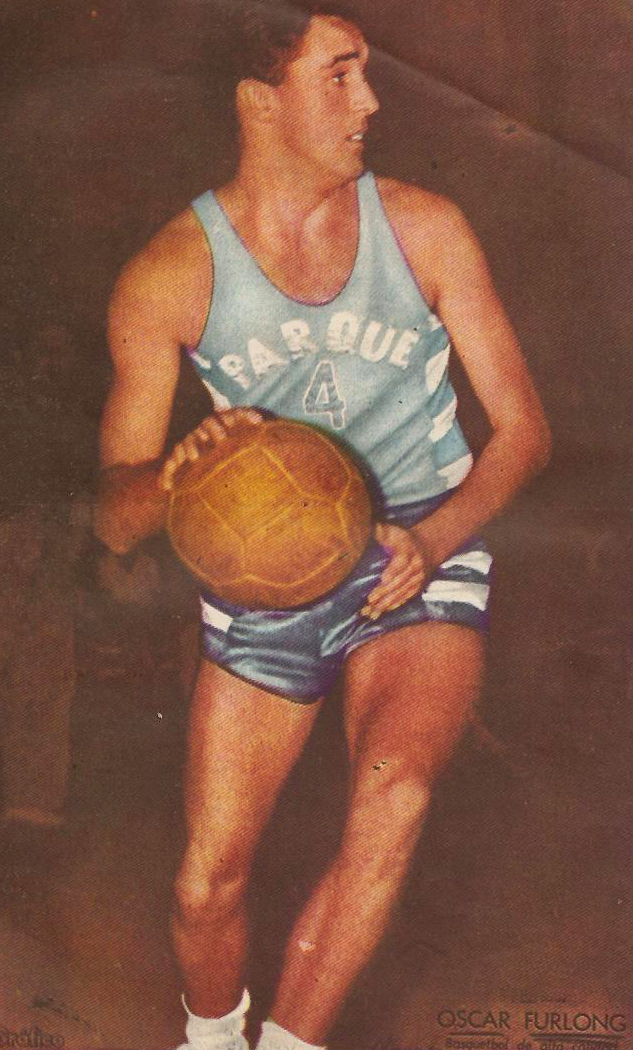
Oscar Furlong, premier à recevoir le prix de MVP du championnat du monde de basket-ball en 1950

Le titre de MVP du championnat du monde de basket-ball est une récompense, donnée par la FIBA, au meilleur joueur de la Coupe du monde de basket-ball. Le prix inaugural a été remis en 1950 à Oscar Furlong. 

## Vainqueurs
| Année | Joueur           | Team        | Ref.  |
| ----- | ---------------- | ----------- | ----- |
| 1950  | Oscar Furlong    | Argentine   | [ 1 ] |
| 1954  | Kirby Minter     | États-Unis  | [ 1 ] |
| 1959  | Amaury Pasos     | Brésil      | [ 1 ] |
| 1963  | Wlamir Marques   | Brésil      | [ 1 ] |
| 1967  | Ivo Daneu        | Yougoslavie | [ 1 ] |
| 1970  | Sergei Belov     | URSS        | [ 1 ] |
| 1974  | Dragan Kićanović | Yougoslavie | [ 1 ] |
| 1978  | Dražen Dalipagić | Yougoslavie | [ 1 ] |
| 1982  | Rolando Frazer   | Panama      | [ 1 ] |
| 1986  | Dražen Petrović  | Yougoslavie | [ 1 ] |
| 1990  | Toni Kukoč       | Yougoslavie | [ 1 ] |
| 1994  | Shaquille O'Neal | États-Unis  | [ 1 ] |
| 1998  | Dejan Bodiroga   | Yougoslavie | [ 1 ] |
| 2002  | Dirk Nowitzki    | Allemagne   | [ 1 ] |
| 2006  | Pau Gasol        | Espagne     | [ 2 ] |
| 2010  | Kevin Durant     | États-Unis  | [ 3 ] |
| 2014  | Kyrie Irving     | États-Unis  | [ 4 ] |
| 2019  | Ricky Rubio      | Espagne     | [ 5 ] |
| 2023  | Dennis Schröder  | Allemagne   | [ 6 ] |